# Hofanlage Wienbergen 33

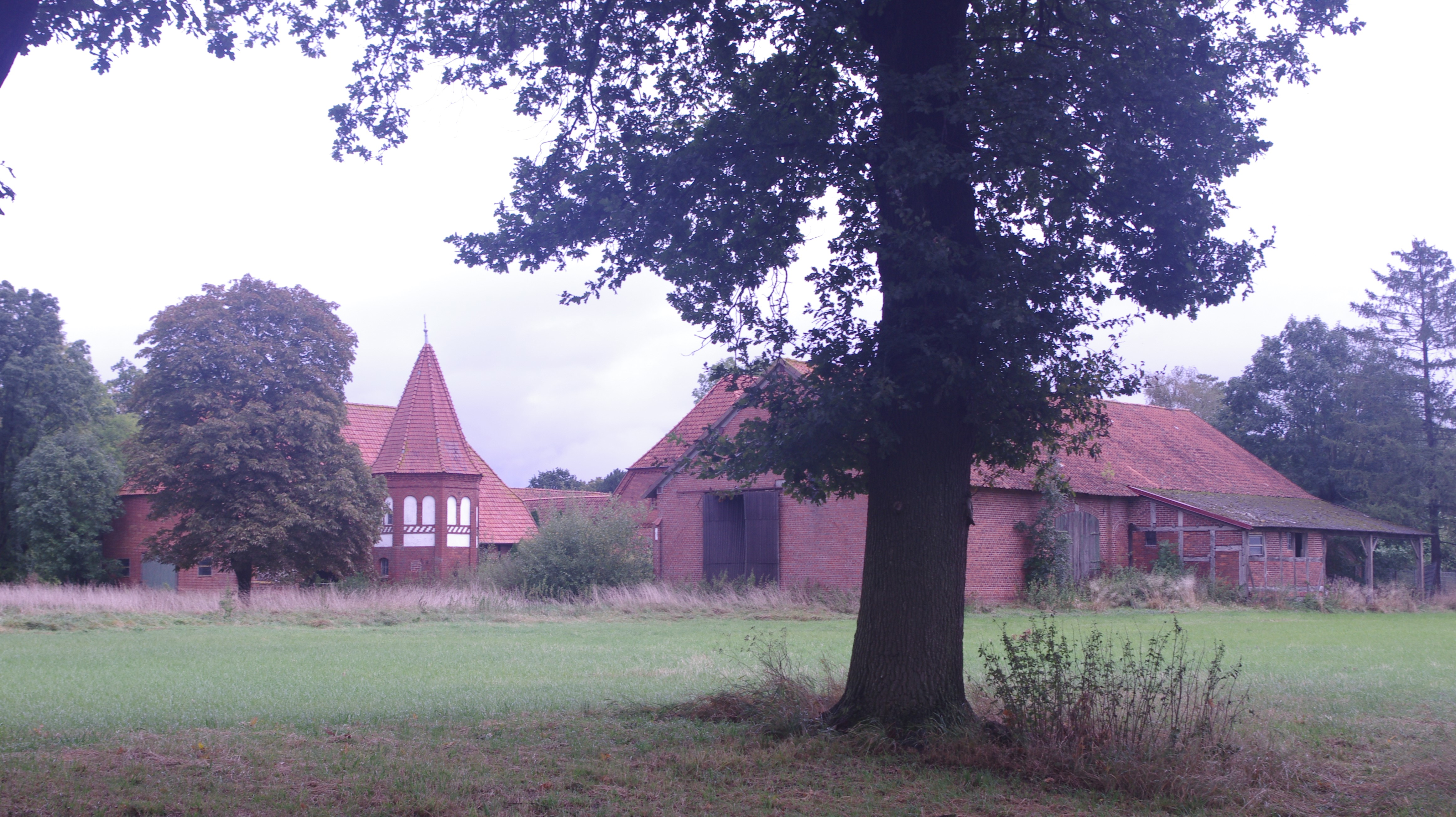
Hofanlage Wienbergen 33

Die Hofanlage Wienbergen 33 nahe der Weser in Hilgermissen-Oberboyen in der niedersächsischen Samtgemeinde Grafschaft Hoya stammt vom  19. und 20. Jahrhundert.
Aktuell (2023) wird die Anlage landwirtschaftlich genutzt.
Die Gebäude stehen unter Denkmalschutz (siehe auch Liste der Baudenkmale in Hilgermissen).

## Beschreibung
Die Hofanlage mit erhaltener Hofpflasterung auf rechteckigem Hof besteht aus:
- dem eingeschossigen giebelständigen massiven verklinkerten Wohn- und Wirtschaftsgebäude von 1878, ein Hallenhaus mit ca. 100 Jahre älterem Innengerüst sowie mit Krüppelwalmdach,
- der massiven verklinkerten Scheune von 1905 mit Satteldach und Längsdurchfahrt,
- dem Stall vom 20. Jahrhundert in Backsteinmauerwerk mit innerem Fachwerk von um 1800 sowie mit Krüppelwalm und Längseinfahrt,
- dem zweigeschossigen verklinkerten oktogonalen Taubenturm von um 1900 aus Backsteinmauerwerk mit Backsteindekor, Rund- und Segmentbogenöffnungen und einem spitzen Zeltdach,
- der Einfriedung aus Backsteinmauerwerk mit Lisenengliederung und Fries
- sowie einem weiteren nicht denkmalgeschützten jüngeren Gebäude.

Das Landesdenkmalamt befand: „… geschichtliche Bedeutung … durch beispielhafte Ausprägung einer regionaltypischen Hofanlage … .“